# Clinopodium brevifolium
Clinopodium brevifolium — вид квіткових рослин з родини глухокропивових (Lamiaceae).

## Поширення
Це рослина східного Середземномор'я: Кіпр, Греція, Ірак, Ліван-Сирія, Лівія, Палестина, Туреччина.